# Jarkko Oikarinen
Jarkko Oikarinen, Conocido en IRC como WiZ es el desarrollador de la primera red de Chat en Internet, nombrada como Internet Relay Chat (IRC). Él escribió el primer servidor y cliente en agosto de 1988, mientras trabaja en la Universidad de Oulu en Finlandia. El cual fue el primer programa en reemplazar un programa llamado MUT (MultiUser Talk) en BBS llamado OuluBox en Finlandia. Jarkko Oikarinen encontró su inspiración en Bitnet Relay Chat, el cual operaba en la red de Bitnet. Se le otorgó el premio Dvorak Award en 1997 por el desarrollo de IRC. 
En 2005 recibió el Special Recognition Award por la fundación Millennium Technology Prize. 
Oikarinen recibió su Ph.D. en la Universidad de Oulu en 1999.